# Wojciech Lubawski

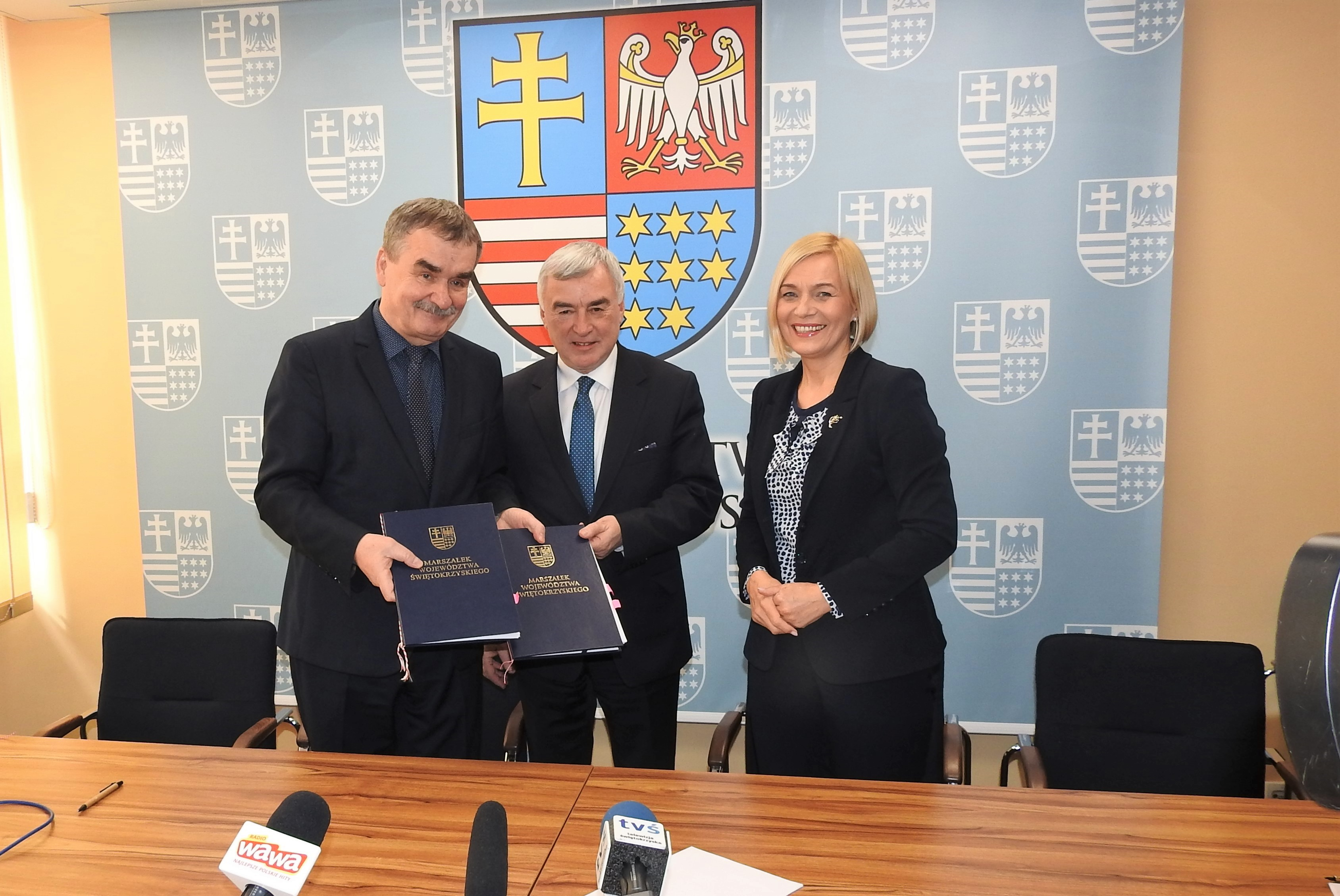
Wojciech Lubawski, Andrzej Bętkowski i Renata Janik – Kielce, 29 marca 2019

Wojciech Jerzy Lubawski (ur. 22 kwietnia 1954 w Kielcach) – polski polityk i samorządowiec, w latach 1999–2001 wojewoda świętokrzyski, w latach 2002–2018 prezydent Kielc.

## Życiorys
Ukończył Technikum Budowlane w Kielcach, następnie studia na Wydziale Budownictwa Lądowego na Politechnice Krakowskiej. Pracował jako majster na budowie pod Przemyślem. Przez dwadzieścia lat był zawodowo związany z firmą „Chemadin”, dochodząc do stanowiska jej prezesa.
W 1999 objął stanowisko wojewody świętokrzyskiego z rekomendacji Akcji Wyborczej Solidarność, a w jej ramach Porozumienia Polskich Chrześcijańskich Demokratów (zasiadał w radzie politycznej tej partii). Urząd ten sprawował do 2001. W grudniu tego samego roku założył stowarzyszenie Samorząd 2002. W 2002 wraz z PPChD przystąpił do Stronnictwa Konserwatywno-Ludowego – Ruch Nowej Polski, zasiadając w zarządzie tej partii w województwie świętokrzyskim (ugrupowanie rozwiązało się w 2003).
W wyborach samorządowych w 2002 został wybrany na prezydenta Kielc (w ramach centroprawicowego ruchu Porozumienie Samorządowe). Zaprzysiężono go 19 listopada tego samego roku. W następnych wyborach w 2006 ponownie wystartował z ramienia PS (przy poparciu wszystkich środowisk prawicowych). Zwyciężył już w pierwszej turze, zdobywając 47 325 głosów (71,98% poparcia). W wyborach w 2010 również wygrał w pierwszej turze, startując jako kandydat PS, uzyskując 58,66% głosów (tym razem konkurując m.in. z kandydatami PiS i PO, otrzymując natomiast poparcie SDPL). W 2014 ponownie zwyciężył w pierwszej turze (startował z ramienia PS, przy poparciu PiS i jego sojuszniczych partii), otrzymując 55,69% głosów.
W październiku 2015 został członkiem Narodowej Rady Rozwoju powołanej przez prezydenta Andrzeja Dudę. W listopadzie 2017 został jednym z doradców partii Porozumienie do spraw samorządu, pozostając osobą bezpartyjną. W wyborach w 2018 ponownie ubiegał się o urząd prezydenta, kandydując z własnego komitetu z poparciem PiS. W drugiej turze głosowania otrzymał 38,75% głosów, przegrywając z Bogdanem Wentą (KWW Projekt Świętokrzyskie).
W lutym 2019 został powołany na prezesa należącej do samorządu województwa świętokrzyskiego spółki akcyjnej Uzdrowisko Busko-Zdrój; funkcję tę pełnił do lutego 2021.

## Odznaczenia i wyróżnienia
- Krzyż Kawalerski Orderu Odrodzenia Polski (2016)[9][10]
- Złoty Krzyż Zasługi (2008)[11]
- Srebrny Krzyż Zasługi (2004)[12]
- Srebrna Odznaka „Zasłużony dla Ochrony Przeciwpożarowej” (2013)[13]
- Brązowa Odznaka „Zasłużony dla Ochrony Przeciwpożarowej” (2009)[14]
- Order Księcia Jarosława Mądrego V klasy (2015, Ukraina)[15]
- Nagroda honorowa „Świadek Historii” przyznana przez Instytut Pamięci Narodowej (2016)[16]